# Scolecophis atrocinctus
Scolecophis atrocinctus – gatunek węża z rodziny połozowatych (Colubridae), jedyny przedstawiciel monotypowego rodzaju Scolecophis. Występuje w Ameryce Centralnej – w Gwatemali, Hondurasie, Salwadorze, Nikaragui i Kostaryce.